# Grijsbuiktesia
De grijsbuiktesia (Tesia cyaniventer) is een zangvogel uit de familie Cettiidae.

## Verspreiding en leefgebied
Deze soort komt voor van Nepal tot Zuidoost-Azië en Java.